# Moharram Navidkia
Moharram Navidkia, född 1 november 1982 i Isfahan, Iran, är en iransk före detta fotbollsspelare (mittfält). 
Navidkia spelade i två omgångar i Sepahan. Navidkia har även spelat i VfL Bochum och debuterade i det iranska landslaget 2002.